# Lama (religioznawstwo)

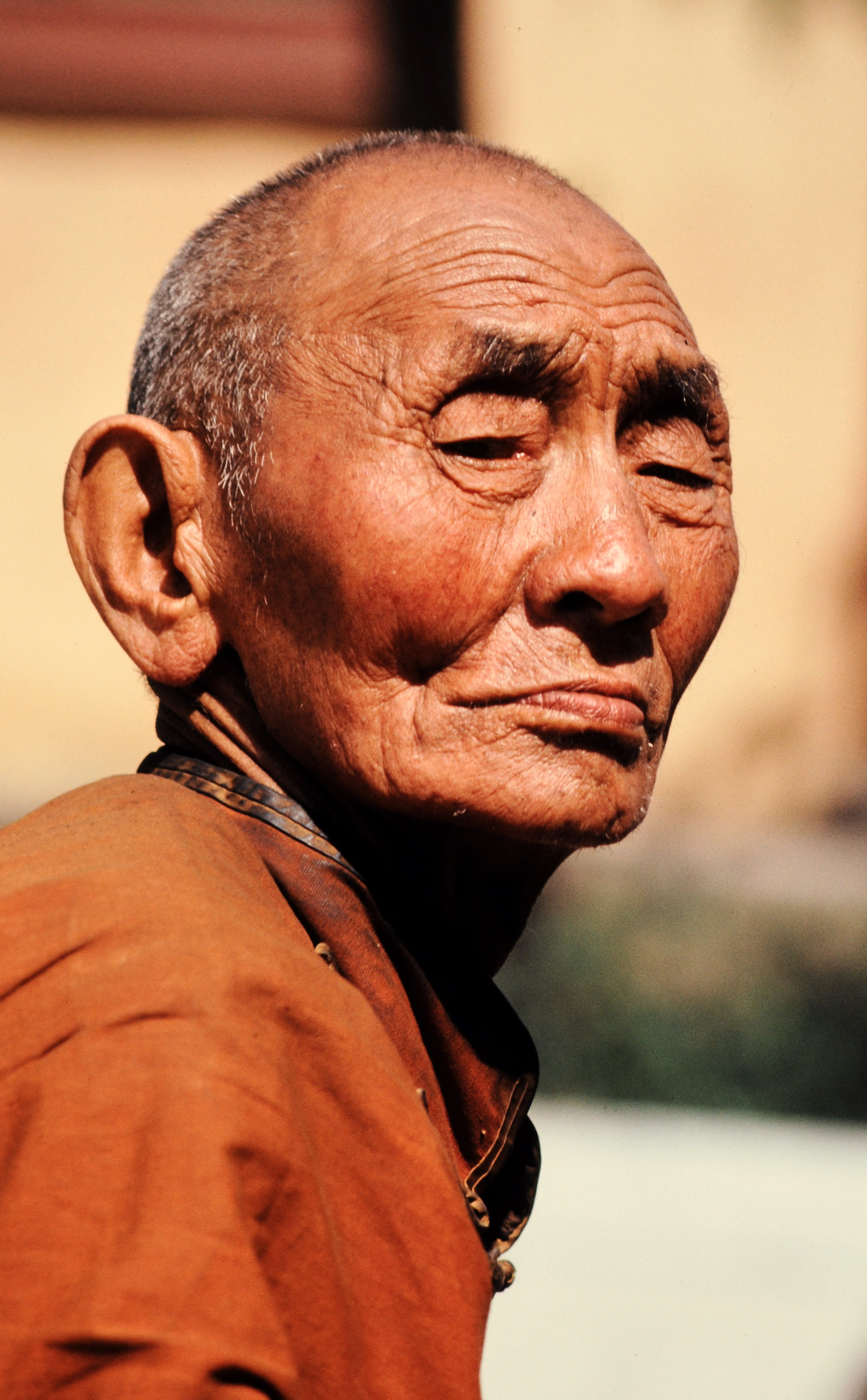
Mongolski lama z klasztoru Gandan w Ułan Bator

Lama (tybetański བླ་མ་; Wylie bla-ma) – duchowny nauczyciel w buddyzmie tybetańskim i w starszej religii tybetańskiej bön. Odpowiednik indyjskiego określenia guru.
Dosłowne znaczenie tybetańskiego słowa lama to „najwyższa matka”, czyli istota mająca tyle miłości do wszystkich istot, co matka do swego jedynego dziecka. Według innego tłumaczenia lama oznacza „najwyższą zasadę”.
W buddyzmie tybetańskim istnieje sukcesja duchowych nauczycieli trwająca od historycznego Buddy aż do czasów obecnych zwana liniami duchowego przekazu. Nauczycielem zostawał ten, kto od swojego nauczyciela otrzymał przekaz buddyjskich nauk i praktyk oraz je urzeczywistnił. Osiągnąwszy wysoki poziom rozwoju, na prośbę swojego mistrza sam stawał się lamą – mógł prowadzić innych do oświecenia.
W XIX wieku wielcy tybetańscy mistrzowie ruchu Rime – Dziamjang Czientse Łangpo i Jamgon Kongtrul Lodrö Thaye – rozwinęli intensywną metodę praktyki zwaną „trzyletnim odosobnieniem”. Była to skondensowana praktyka buddyjska trwająca trzy lata, trzy miesiące i trzy dni, dzięki której uczeń w tradycyjny sposób przyswajał główne nauki i praktyki linii przekazu. Najczęściej nauczycielami zostawali mnisi, którzy ukończyli tę praktykę (lub jej jednoroczną skróconą wersję) i osiągnęli dzięki temu odpowiedni poziom rozwoju. W innych przypadkach lamą zostawali ludzie świeccy i jogini, którzy podążali za wskazówkami swoich duchowych mistrzów niezależnie od klasztornych systemów, a także rozpoznani reinkarnowani tulku. Pozostali mnisi, zarówno ci przebywający w świątyniach, jak i ci przebywający poza jej murami, nazywani są trapami, czyli uczniami. Znani są także lamowie zwani doubtubi, odpowiedzialni za ceremonie pogrzebowe i bezpieczne prowadzenie duszy podczas jej wędrówki w zaświatach.
Lama jest szczególnie ważny w buddyzmie Wadżrajany – bez niego nie można uzyskać dostępu do najgłębszych nauk i praktyk.
Lama należy do tzw. trzech korzeni buddyzmu tybetańskiego (dwa pozostałe to jidam i strażnicy).
W literaturze popularnej lamą nazywano zazwyczaj wszystkich mnichów lamaistycznych (np. Kojło, 1983).